# ワシル・ロマチェンコ
ワシル・ロマチェンコ（ウクライナ語: Василь Ломаченко, ラテン文字転写: Vasyl Lomachenko、1988年2月17日 - ）は、ウクライナの元プロボクサー。オデッサ州ビルホロド＝ドニストロフスキー出身。元WBO世界フェザー級王者。元WBO世界スーパーフェザー級王者。元WBAスーパー・WBC・IBF・WBO世界ライト級王者。世界最速の世界3階級制覇王者。
ワシリー・ロマチェンコ（Vasiliy Lomachenko）とも表記される。アマチュアでも輝かしい成績を誇り、北京オリンピックはフェザー級、ロンドンオリンピックはライト級で金メダルを獲得し、オリンピック2連覇を果たした。アマチュア時代の戦績は396勝1敗。プレッシャーをかけ手数を多く出して多彩なテクニックと華麗なステップを武器に試合を組み立て、コンビネーションを交えたボディ攻撃を得意としていた。歴代フェザー級の中で史上最高の選手と名高い。

## 来歴
トレーナーには父親のアナトニーが就いているが、もし父親がボクシングのトレーナーをやっていなければ、ボクシングではなくアイスホッケーを選んでいただろうと話している。左の腹部に父親アナトニーの顔の刺青を入れているが、父親は息子のロマチェンコが刺青を入れることに反対している。

### アマチュア時代
2007年11月、シカゴで行われた世界ボクシング選手権にフェザー級(57 kg)で出場し、決勝でアルバート・セリモフに敗れ銀メダルに終わった。
2008年8月、北京オリンピックにフェザー級(57 kg)で出場し。1回戦から準決勝まで勝ち上がり、決勝戦は第1ラウンドでレフェリーストップコンテスト。金メダルを獲得した。
2008年11月、リヴァプールで行われたヨーロッパアマチュアボクシング選手権にフェザー級(57 kg)で出場し、金メダルを獲得した。
2009年9月、ミラノで行われた世界ボクシング選手権にフェザー級(57 kg)出場し、準決勝でオスカル・バルデスを破り、金メダル獲得を果たした。
2011年9月、バクーで行われた世界ボクシング選手権にライト級(60 kg)で出場し、2回戦でホセ・カルロス・ラミレスを破り、連覇を達成した。
2012年8月、ロンドンオリンピックにライト級(60 kg)で出場し、準々決勝でフェリックス・ベルデホを破り、フェザー級に続きライト級で金メダルを獲得した。
その後はAIBA主催の「ワールド・シリーズ・オブ・ボクシング」に参加するなどアマチュア続行かプロ転向か悩んでいたが、ロマチェンコは2013年に公式にプロに転向するとメディアに発表。 アマチュア戦績は397戦396勝1敗。なお1敗は2007年にシカゴで開催された世界ボクシング選手権の決勝で喫したものであるが、その1敗した相手にはその後2度勝っている。

### プロ時代

#### フェザー級
プロ転向発表後アメリカに渡り、ボブ・アラムのトップランクと契約を交わした。さらにセルゲイ・コバレフなどロシアの有力プロボクサーを多数擁するマネージャーのエグリス・クリマスと契約を交わした。
2013年10月12日、ラスベガストーマス&マック・センターでファン・マヌエル・マルケス対ティモシー・ブラッドリーの前座にてWBO世界同級6位でWBOインターナショナルフェザー級王者のホセ・ラミレスとデビュー戦で対戦した。試合は初回1分過ぎに左ボディショットで最初のダウンを奪いペースを握ると、2回、3回とフックと連打でラミレスを劣勢に追い込み、4回左ボディショットが2発当たるとラミレスは転がり込んでダウン。レフェリーはカウントするも悶絶したラミレスを見てカウントを途中でストップ。4回2分59秒KO勝ちを収めデビュー戦ながら王座獲得と同時にWBOフェザー級5位にランクインした。
2014年3月1日、テキサス州サンアントニオのアラモドームにてフリオ・セサール・チャベス・ジュニア対ブライアン・ベラの前座でWBO世界フェザー級王者オルランド・サリドと対戦。史上最短となるプロ2戦目での王座獲得を目指したが、ロマチェンコはプロでデビューする以前にAIBAが立ち上げたプロボクシングの国際大会であるワールド・シリーズ・オブ・ボクシングで6試合を行っていたため、アメリカの公式記録では8戦目と記録されていた。試合は前日計量でサリドが体重超過で王座を剥奪されたため、ロマチェンコが勝った場合のみ王座獲得という変則ルールで行われたが、12回1-2(115-113、113-115、112-116)の判定負けを喫したため、プロ初黒星と同時に王座獲得に失敗した。
2014年3月20日、WBOが指名挑戦者のゲーリー・ラッセル・ジュニアとWBO世界フェザー級5位のワシル･ロマチェンコにWBO世界フェザー級王座決定戦の交渉を30日以内に完了させるか入札を行うよう指令を出した。
2014年6月21日、カリフォルニア州カーソンのスタブハブ・センター・テニスコートにてロバート・ゲレーロ対亀海喜寛の前座で、オルランド・サリドの王座剥奪に伴い空位となったWBO世界フェザー級王座決定戦でWBO世界フェザー級1位のゲーリー・ラッセル・ジュニアと対戦し、12回2-0（114-114、2者が116-112）の判定勝ちを収めプロ最短タイとなる3戦目での王座獲得に成功した。7月14日、WBOはロマチェンコを2014年7月度の月間MVPに選出した。
2014年11月22日、マカオのザ・ベネチアン・マカオにあるコタイ・アリーナでマニー・パッキャオ対クリス・アルギエリの前座でWBOアジア太平洋フェザー級王者でWBO世界フェザー級1位のチョンラターン・ピリヤピンヨーと指名試合を行い、4回にダウンを奪うも、その後は右拳を負傷してチョンラターンを仕留められず12回3-0（3者とも120-107）の大差判定勝ちを収め初防衛に成功した。
2015年5月2日、MGMグランド・ガーデン・アリーナでフロイド・メイウェザー・ジュニア対マニー・パッキャオの前座でWBO世界フェザー級1位でNABO北米フェザー級王者ガマリエル・ロドリゲスと2試合連続の指名試合を行う。7回と9回にダウンを奪い、ダメージというよりは戦意喪失といった雰囲気でロドリゲスに10カウントを聞かせ、9回55秒KO勝ちを収め2度目の防衛に成功した。
2015年11月7日、ラスベガストーマス&マック・センターでティモシー・ブラッドリー対ブランドン・リオスの前座でロムロ・コアシチャと対戦しボディフックで悶絶KOを奪い10回2分35秒KO勝ちで3度目の防衛に成功した。

#### スーパーフェザー級
2016年6月11日、マディソン・スクエア・ガーデン・シアターでWBO世界フェザー級王座に在位したままWBO世界スーパーフェザー級王者のローマン・マルチネスと対戦。初回からストップ寸前にする展開に何度も持ち込み、最後は左アッパーから右フックでマルチネスを失神させる5回1分9秒KO勝ちを収め井上尚弥を上回る世界最速7戦目での2階級制覇を達成した。試合後にWBO世界フェザー級王座を返上した。6月13日にWBOの2016年6月度月間MVPに選出された。
2016年11月26日、ザ・コスモポリタンで元WBA世界フェザー級スーパー王者でWBO世界スーパーフェザー級8位のニコラス・ウォータースと対戦し、ウォータースが7回終了時に棄権した為、初防衛に成功した。この試合でロマチェンコは100万ドル（約1億1千万円）、ウォータースは30万ドル（約3千4百万円）のファイトマネーを稼いだ。
2016年12月27日、ファイトニュース・ドットコムはワシル・ロマチェンコを2016年度のファイター・オブ・ザ・イヤー（年間最優秀選手賞）に選出した。
2017年4月8日、メリーランド州オクソン・ヒルのMGMナショナル・ハーバー内アリーナで元WBA世界スーパーフェザー級王者でWBO世界スーパーフェザー級2位のジェイソン・ソーサと対戦し、ソーサが9回終了時棄権した為、2度目の防衛に成功した。
2017年8月5日、ロサンゼルスのマイクロソフトシアターでWBO世界スーパーフェザー級10位のミゲル・マリアガと対戦し、マリアガが7回終了時に棄権した為、3度目の防衛に成功した。8月11日、WBOはロマチェンコをWBOの2017年8月度の月間MVPに選出した。
2017年12月9日、マディソン・スクエア・ガーデン・シアターで2階級下のWBA世界スーパーバンタム級スーパー王者でWBO世界スーパーフェザー級1位のギレルモ・リゴンドウと対戦し、リゴンドウが6回終了時棄権した為、4度目の防衛に成功した。この試合でロマチェンコは120万ドル（約1億3000万円）、リゴンドウは40万ドル（約4400万円）のファイトマネーを稼いだ。12月11日、WBOはロマチェンコを2017年12月度の月間MVPに選出した。
2017年12月、リングマガジンとUSAトゥデイとファイトニュース・ドットコムはロマチェンコを2017年度の年間最優秀選手賞に選出した。
2018年1月19日、マニー・パッキャオがフィリピンで、「ロマチェンコと対戦交渉をしている。自分が階級を落とすかどうかで話し合っている」と語った事に対し、ロマチェンコ陣営は、「ロマチェンコがパッキャオと対戦することはない。ウェルター級とスーパーフェザー級の対戦なんて非常識だよ。パッキャオ戦が実現して勝利したとしても、半引退状態の年寄りに勝ったと言われるだけ」とパッキャオとの対戦を否定した。

#### ライト級
2018年5月12日、ニューヨークのマディソン・スクエア・ガーデンにて、WBA世界ライト級王者ホルヘ・リナレス（ベネズエラ / 帝拳）と対戦。6回にプロ転向後初となるダウンを奪われるも、10回2分8秒でTKO勝ちを収め世界最速の3階級制覇を達成、スーパー王座に認定されると共にリングマガジン王座も獲得した。
2018年5月23日、ライト級に専念するためにWBO世界スーパーフェザー級王座を返上した。
2018年5月30日、ホルヘ・リナレス戦の第2ラウンドに負傷した右肩の関節鏡視下手術を受けた。これにより、8月25日に予定していた試合が中止となった。
2018年12月8日、マディソン・スクエア・ガーデン・シアターにて、WBO世界ライト級王者ホセ・ペドラザと2団体王座統一戦を行い、12回3-0（119-107、2者が117-109）の判定勝ちを収めWBA王座の初防衛とWBO王座の獲得に成功した。
2019年4月12日、ロサンゼルスのステイプルズ・センターにて、元WBA世界ライト級王者でWBA世界ライト級1位のアンソニー・クローラと対戦し、4回58秒TKO勝ちを収めWBA王座は2度目、WBO王座の初防衛に成功した。ロマチェンコはクローラの頭を殴ってKOした最後のパンチで、右手の指に小さな骨折と靭帯の脱臼をしたためギプスで固定し医師から6週間の安静を指示された。
2019年5月7日、WBCはロマチェンコ陣営からのミゲル・アンヘル・ガルシアの王座返上により空位になったライト級王座決定戦に出場したいという請願を承認し、ロマチェンコとWBC世界ライト級1位のルーク・キャンベルとの間でWBC世界ライト級王座決定戦を行うように指令した。WBCが他団体王者にWBC王座の決定戦を行うよう指令するのは異例中の異例のことで、スター優遇と批判の声があがった。
2019年8月31日、ロンドン・O2アリーナでWBC世界ライト級1位のルーク・キャンベルとWBC世界ライト級王座決定戦を行い、12回3-0（118-109、119-108×2）の判定勝ちを収めWBA王座は3度目、WBO王座は2度目の防衛及びWBC王座の獲得に成功した。
2019年10月24日、メキシコのカンクンで開催されたWBC年次総会で、ロマチェンコ陣営から出されたフランチャイズ王者認定要求をWBCは承認し、ロマチェンコをWBC世界ライト級フランチャイズ王者に認定すると共に、暫定王者だったデヴィン・ヘイニーを同日付で正規王座に昇格する事を発表した。この動きに対してヘイニーのプロモーターであるエディー・ハーンは、「ヘイニーはロマチェンコと対戦したかったのに、トップランク社がロマチェンコがフランチャイズ王者になれるよう要求したのです。ヘイニーが批判を受けているが、それはヘイニーのせいではありません。彼はロマチェンコと対戦しようと必死でした。しかし彼は対戦できないと言われたのです」と批判した。
2020年8月14日、WBC年次総会にトップランク社カール・モレッティ副社長が出席し、ロマチェンコが保持するWBC世界ライト級フランチャイズ王座を次戦のテオフィモ・ロペスとの試合で懸けられるよう要求。WBCはフランチャイズ王座はあくまで称号であり王座として懸けられるものでないとしていたが、これを翻して、テオフィモ・ロペス戦にフランチャイズ王座が懸けられることを承認した。
2020年10月17日、ラスベガスのMGMグランド内ザ・バブルにて、IBF世界ライト級王者テオフィモ・ロペスと3団体王座統一戦を行い、12回0-3（112-116、109-119、111-117）の判定負けを喫し、WBC王座は初防衛、WBA王座は4度目、WBO王座は3度目の防衛に失敗、王座から陥落した。試合後、ロマチェンコは「試合の前半ではロペスは私よりも多くのラウンドを取ったと思うが、後半は私が取ったと思う。私のほうがはるかに良かった」「スコアカードには絶対に同意しない。私が試合に勝ったと思う。しかし結果は結果であり、今はそれについて議論するつもりはない」と判定について不満を述べ、「ロペスの体格とリーチのために彼を捉えるのは容易ではなかった」「ロペスが私に再戦を与えるかは、彼次第だが、もちろん私は再戦したい」と語った。また、ロマチェンコは、2018年にも手術を受けた右肩の痛みが試合前に再発し痛み止めの注射を打ちキャンプで1週間トレーニングが出来なかったことや試合中にも痛みを感じていたことを明かし、再び右肩の手術を受けた。
2021年6月26日、ラスベガスのヴァージンホテルズ・ラスベガス・シアターでWBO世界ライト級5位の中谷正義とノンタイトル12回戦で対戦。5回にダウンを奪い、9回に左ストレート、右フックを打ち込んで中谷が防戦一方となり、膝をキャンパスに付くとレフェリーが試合をストップし9回1分48秒TKO勝ちを収めた。
2021年12月11日、ニューヨークのマジソン・スクエア・ガーデンで元IBF世界ライト級王者リチャード・カミーと対戦し、3-0（117-110、119-108×2）の判定勝利を収めた。
2022年2月28日、ロシアの侵攻を受けている母国ウクライナのため、領土防衛隊に参加したことを自身のFacebookで報告した。このため6月5日にジョージ・カンボソス・ジュニアと対戦することに合意していたが試合出場を辞退した。
2022年10月29日、ニューヨークのマジソン・スクエア・ガーデン内フールー・シアターでWBCライト級8位のジャメイン・オルティスと同級12回戦で対戦し、3-0（116-112、117-111、115-113）の判定勝ちを収めた。
2023年5月20日、ラスベガスのMGMグランド・ガーデン・アリーナにてWBA・WBC・IBF・WBO世界ライト級王者デヴィン・ヘイニーと対戦し、12回0-3（112-116、113-115×2）の判定負け。王座獲得に失敗したが、シャクール・スティーブンソンやボブ・アラムを始め多くのボクシング関係者やファンがロマチェンコの勝利を支持するなど物議を醸す判定となった。このためロマチェンコ陣営は、WBA・WBC・IBF・WBOの各団体に不当判定であったと抗議する公開文書を送付すると共に、ロマチェンコを各団体のランキング1位にするよう要請した。この試合でヘイニーは400万ドル（約5億6千万円）、ロマチェンコは300万ドル（約4億2千万円）のファイトマネーを稼いだが、ヘイニーは前日計量において、ロマチェンコを突然強く突き飛ばした行為について、ネバダ州アスレチック・コミッションから2万5千ドル（約350万円）の罰金を科せられた。
2024年5月12日、オーストラリア・パースのパース・アリーナにてIBF世界ライト級2位の元WBAスーパー・IBF・WBO世界ライト級統一王者のジョージ・カンボソス・ジュニアとIBF世界ライト級王座決定戦を行い、11回2分49秒TKO勝ちを収め王座獲得に成功した。
2024年11月にWBA世界ライト級王者ジャーボンテイ・デービスとの王座統一戦が交渉されていたが、ロマチェンコが年内に試合をするつもりはなく、家族との時間を優先することを望んだため交渉が決裂した。

#### 現役引退
2025年6月5日、ロマチェンコは自身のインスタグラムとリングマガジンの公式サイトで現役引退を表明。その4日後の同年6月9日付でIBF王座を返上したと同時にIBFは暫定王者だったレイモンド・ムラタラを同日付で正規王座に昇格することを発表した。

## 戦績
- アマチュアボクシング：397戦 396勝 1敗
- プロボクシング：21戦 18勝 (12KO) 3敗

| 戦           | 日付           | 勝敗 | 時間     | 内容    | 対戦相手                       | 国籍           | 備考                                                                           |
| ------------ | -------------- | ---- | -------- | ------- | ------------------------------ | -------------- | ------------------------------------------------------------------------------ |
| 1            | 2013年10月12日 | ☆    | 4R 2:59  | KO      | ホセ・ラミレス                 | メキシコ       | プロデビュー戦 WBOインターナショナルフェザー級タイトルマッチ                   |
| 2            | 2014年3月1日   | ★    | 12R      | 判定1-2 | オルランド・サリド             | メキシコ       | WBO世界フェザー級タイトルマッチ                                                |
| 3            | 2014年6月21日  | ☆    | 12R      | 判定2-0 | ゲーリー・ラッセル・ジュニア   | アメリカ合衆国 | WBO世界フェザー級王座決定戦                                                    |
| 4            | 2014年11月22日 | ☆    | 12R      | 判定3-0 | チョンラターン・ピリヤピンヨー | タイ           | WBO防衛1                                                                       |
| 5            | 2015年5月2日   | ☆    | 9R 0:50  | KO      | ガマリエル・ロドリゲス         | プエルトリコ   | WBO防衛2                                                                       |
| 6            | 2015年11月7日  | ☆    | 10R 2:35 | KO      | ロムロ・コアシチャ             | メキシコ       | WBO防衛3                                                                       |
| 7            | 2016年6月11日  | ☆    | 5R 1:09  | KO      | ローマン・マルチネス           | プエルトリコ   | WBO世界スーパーフェザー級タイトルマッチ                                        |
| 8            | 2016年11月26日 | ☆    | 7R 終了  | TKO     | ニコラス・ウォータース         | ジャマイカ     | WBO防衛1                                                                       |
| 9            | 2017年4月8日   | ☆    | 9R 終了  | TKO     | ジェイソン・ソーサ             | アメリカ合衆国 | WBO防衛2                                                                       |
| 10           | 2017年8月5日   | ☆    | 7R 終了  | TKO     | ミゲル・マリアガ               | コロンビア     | WBO防衛3                                                                       |
| 11           | 2017年12月9日  | ☆    | 6R 終了  | TKO     | ギレルモ・リゴンドウ           | キューバ       | WBO防衛4                                                                       |
| 12           | 2018年5月12日  | ☆    | 10R 2:08 | TKO     | ホルヘ・リナレス（帝拳）       | ベネズエラ     | WBA世界ライト級スーパー王座決定戦 WBA・リングマガジン王座獲得                  |
| 13           | 2018年12月8日  | ☆    | 12R      | 判定3-0 | ホセ・ペドラザ                 | プエルトリコ   | WBA・WBO世界ライト級王座統一戦 WBA防衛1・WBO獲得                               |
| 14           | 2019年4月12日  | ☆    | 4R 0:58  | KO      | アンソニー・クローラ           | イギリス       | WBA防衛2・WBO防衛1                                                             |
| 15           | 2019年8月31日  | ☆    | 12R      | 判定3-0 | ルーク・キャンベル             | イギリス       | WBC世界ライト級王座決定戦 WBA防衛3・WBC獲得→フランチャイズ王座に認定・WBO防衛2 |
| 16           | 2020年10月18日 | ★    | 12R      | 判定0-3 | テオフィモ・ロペス             | アメリカ合衆国 | WBA・IBF・WBO世界ライト級王座統一戦 WBA・WBO陥落                               |
| 17           | 2021年6月27日  | ☆    | 9R 1:48  | TKO     | 中谷正義（帝拳）               | 日本           |                                                                                |
| 18           | 2021年12月12日 | ☆    | 12R      | 判定3-0 | リチャード・カミー             | ガーナ         | WBOインターコンチネンタルライト級王座決定戦                                    |
| 19           | 2022年10月29日 | ☆    | 12R      | 判定3-0 | ジャメイン・オルティス         | アメリカ合衆国 |                                                                                |
| 20           | 2023年5月20日  | ★    | 12R      | 判定0-3 | デヴィン・ヘイニー             | アメリカ合衆国 | WBA・WBC・IBF・WBO世界ライト級タイトルマッチ                                   |
| 21           | 2024年5月12日  | ☆    | 11R 2:49 | TKO     | ジョージ・カンボソス・ジュニア | オーストラリア | IBF世界ライト級王座決定戦                                                      |
| テンプレート |                |      |          |         |                                |                |                                                                                |

## 獲得タイトル
アマチュア
- AIBA世界ボクシング選手権フェザー級銀メダル
- AIBA世界ボクシング選手権フェザー級金メダル
- AIBA世界ボクシング選手権ライト級金メダル
- 北京オリンピックフェザー級金メダル
- ロンドンオリンピックライト級金メダル

プロ
- WBOインターナショナルフェザー級王座
- WBO世界フェザー級王座（防衛3=返上）
- WBO世界スーパーフェザー級王座（防衛4=返上）
- WBA世界ライト級スーパー王座（防衛3）
- WBC世界ライト級王座（防衛0=フランチャイズ王座認定）
- WBC世界ライト級フランチャイズ王座
- WBO世界ライト級王座（防衛2）
- IBF世界ライト級王座（防衛0=返上）
- リングマガジン世界ライト級王座

## ペイ・パー・ビュー売上げ
| 開催年月日    | イベント                                    | 販売件数 | テレビ局 | 備考   |
| ------------- | ------------------------------------------- | -------- | -------- | ------ |
| 2023年5月20日 | デヴィン・ヘイニー vs. ワシル・ロマチェンコ | 15万件   | ESPN+    | 60ドル |